# Liste der Monuments historiques in Saint-Martin-du-Tertre (Val-d’Oise)
Die Liste der Monuments historiques in Saint-Martin-du-Tertre (Val-d’Oise) führt die Monuments historiques in der französischen Gemeinde Saint-Martin-du-Tertre auf.

## Liste der Bauwerke
| Bezeichnung                       | Beschreibung | Standort                    | Kennzeichnung | Schutzstatus | Datum | Bild           |
| --------------------------------- | ------------ | --------------------------- | ------------- | ------------ | ----- | -------------- |
| Château de Franconville (Schloss) |              | (Lage)                      | PA00080197    | Inscrit      | 1987  | weitere Bilder |
| Dolmen La Pierre Turquaise        |              | La Forêt de Carnelle (Lage) | PA00080198    | Classé       | 1900  | weitere Bilder |

## Liste der Objekte
- Monuments historiques (Objekte) in Saint-Martin-du-Tertre (Val-d’Oise) in der Base Palissy des französischen Kultusministeriums